# تخدير شفقي
التخدير الشفقي أو الغلسي هو أسلوب تخدير حيث يتم تطبيق جرعة خفيفة من التخدير للحث على إزالة القلق (تخفيف القلق)، والتنويم المغناطيسي، وفقدان الذاكرة التقدمي (عدم القدرة على تكوين ذكريات جديدة). المريض لايكون فاقدًا للوعي، بل مخدر. أثناء الجراحة أو الإجراءات الطبية الأخرى، يكون المريض تحت ما يعرف بـ "حالة الشفق"، حيث يكون المريض مسترخيًا وفي "حالة نعاس"، وقادرًا على اتباع توجيهات الطبيب البسيطة، ويكون سريع الاستجابة.بشكل عام، التخدير الشفقي يجعل المريض ينسى العملية الجراحية والوقت الذي يليها. يتم استخدامه لمجموعة متنوعة من العمليات الجراحية ولأسباب مختلفة. تمامًا مثل التخدير العادي، تم تصميم التخدير الشفقي لمساعدة المريض على الشعور براحة أكبر وتقليل الألم المرتبط بالإجراء الذي يتم إجراؤه والسماح للممارس الطبي بالممارسة دون انقطاع.